# Cormeray
Cormeray – miejscowość i gmina we Francji, w Regionie Centralnym, w departamencie Loir-et-Cher.
Według danych na rok 1990 gminę zamieszkiwało 917 osób, a gęstość zaludnienia wynosiła 89 osób/km² (wśród 1842 gmin Regionu Centralnego Cormeray plasuje się na 432. miejscu pod względem liczby ludności, natomiast pod względem powierzchni na miejscu 1133.).